# Élections constituantes de 1946 dans l'Isère
Les élections constituantes françaises de 1946 se tiennent le 2 juin. Ce sont les deuxièmes élections constituantes, après le rejet du projet de Constitution française du 19 avril 1946 lors du référendum du 5 mai.

## Mode de scrutin
L'assemblée constituante est composée de 586 sièges pourvus au scrutin proportionnel plurinominal suivant la règle de la plus forte moyenne dans chaque département, sans panachage ni vote préférentiel.
Dans le département de l'Isère, six députés sont à élire.

## Élus
| Député sortant          | Parti | Parti | Député élu ou réélu     | Parti | Parti |
| ----------------------- | ----- | ----- | ----------------------- | ----- | ----- |
| Joanny Berlioz          |       | PCF   | Joanny Berlioz          |       | PCF   |
| André Dufour            |       | PCF   | André Dufour            |       | PCF   |
| Lucien Hussel           |       | SFIO  | Lucien Hussel           |       | SFIO  |
| Henri-Louis Grimaud     |       | MRP   | Henri-Louis Grimaud     |       | MRP   |
| Jean Terpend-Ordassière |       | MRP   | Jean Terpend-Ordassière |       | MRP   |
| Jean Novat              |       | MRP   | Jean Novat              |       | MRP   |

## Résultats

### Résultats à l'échelle du département
| Parti    | Parti    | Tête de liste       | Résultats | Résultats | Sièges |  |
| Parti    | Parti    | Tête de liste       | Voix      | %         |        |  |
| -------- | -------- | ------------------- | --------- | --------- | ------ |  |
|          | MRP      | Henri-Louis Grimaud | 91 463    | 34,64     | 3      |  |
|          | PCF      | Joanny Berlioz      | 81 678    | 30,93     | 2      |  |
|          | SFIO     | Lucien Hussel       | 53 795    | 20,38     | 1      |  |
|          | RGR      | Marcel Dumas        | 15 139    | 8,89      | -      |  |
|          | PRL      | Clément Cuzin       | 11 363    | 4,31      | -      |  |
|          | PCI      | Laurent Schwartz    | 3 749     | 1,42      | -      |  |
|          |          |                     |           |           |        |  |
| Inscrits | Inscrits | Inscrits            | 350 874   | 100,00    | 6      |  |
| Votants  | Votants  | Votants             | 266 871   | 76,06     |        |  |
| Exprimés | Exprimés | Exprimés            | 264 068   | 98,95     |        |  |